# Termolampa pinicola
Termolampa pinicola är en stekelart som beskrevs av Boucek 1961. Termolampa pinicola ingår i släktet Termolampa och familjen puppglanssteklar. Arten är reproducerande i Sverige. Inga underarter finns listade i Catalogue of Life.